# Vérisme

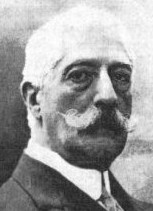
Giovanni Verga représentant du vérisme en littérature.

Le vérisme (de l’italien Verismo, de vero (« vrai »)) 
est un mouvement artistique italien de la fin du XIXe siècle, qui s'est manifesté entre autres dans la littérature (Giovanni Verga), l'opéra et la peinture. En musique, il est associé à des compositeurs comme Pietro Mascagni, Ruggero Leoncavallo, Umberto Giordano, Francesco Cilea et Giacomo Puccini, qui ont voulu transposer dans leur discipline le naturalisme français d'auteurs tel Émile Zola.
Du point de vue littéraire, ce mouvement est très lié au naturalisme de Guy de Maupassant, d'Émile Zola, des frères Jules et Edmond de Goncourt, de leur précurseur Honoré de Balzac, mais il est également influencé par le réalisme (description de la réalité la plus objective possible) anglais et russe de Tolstoï et Dostoïevski.
En peinture, les représentants les plus caractéristiques de ce style sont les membres du groupe de Macchiaioli dont Giovanni Fattori et qui furent des précurseurs de l'impressionnisme.

## Historique

### Influences françaises
Honoré de Balzac a établi les canons des tendances réalistes postérieures, en affirmant que le romancier doit s'inspirer de la vie contemporaine, et mettre en avant l'importance du facteur économique dans les rapports sociaux, avec une forte adhésion du langage et du style à la réalité sociale représentée. Le naturalisme se pose, donc, alors, comme une étude objective et scientifique de la société et de la psychologie humaine, et abandonnait tout idéalisme en se focalisant sur les classes sociales les plus déshéritées.
Les naturalistes partent de considérations déterministes, selon lesquelles le comportement et les limites morales de l'homme sont conditionnés par son environnement. L’écrivain, en représentant les maux de la société et en les dénonçant, ne favorise pas la correction, et occupe donc une importante fonction sociale. Si le constat d'une réalité sociale dégradée dans laquelle le prolétariat urbain vit, est à l'origine d'un pessimisme social aigu, il est tout de même mitigé par l'espoir alimenté par le progrès.
Les frères Goncourt, dans la préface à Germinie Lacerteux soutiennent la nécessité d'un roman proche de la réalité, qui puisse intéresser un vaste public et qui n'hésite guère à représenter les aspects détériorés de la réalité pour pouvoir devenir l'étude littéraire de la société.
Émile Zola, dans son essai Le Roman expérimental, formule la théorie de la nouvelle littérature : confiance envers la science et le progrès, étude du déterminisme dans la société, fonction de la littérature pour favoriser le développement social et culturel.
Le but du roman expérimental consiste à comprendre le mécanisme des manifestations sociales, passionnelles, intellectuelles et les influx de l'hérédité et de l'environnement que l'homme produit et modifie et qui à son tour conditionne l'individu.
Le roman doit fournir aux hommes politiques les informations nécessaires pour assainir les injustices sociales. En effet, selon les naturalistes, les résultats de la recherche scientifique et rigoureuse du vrai, dans les rapports humains, sont les prémices effectives du progrès.

### Langue
En ce temps-là, la langue change : beaucoup de mots et d'expressions dialectales entrent en usage en italien courant, tout comme certains termes anglais et français. En outre, ce mouvement annonce, dans la plupart des cas, l'introduction durable de mots siciliens dans la langue italienne.

## Auteurs italiens
- Luigi Capuana (1839-1915)
- Giovanni Verga (1840-1922)

Ces deux derniers étant les principaux représentants du mouvement
- Renato Fucini (1843-1921)
- Francesco Paolo Tosti (1846-1916)
- Remigio Zena (1950-1917)
- Emilio De Marchi (1851-1901)
- Matilde Serao (1856-1927)
- Federico De Roberto (1861-1927)
- Umberto Giordano (1867-1948)
- Grazia Deledda (1871-1936)
- Federigo Tozzi (1883-1920)

Ces deux derniers annonçant déjà le roman moderne.